# 空警-1
空警-1（又稱空警一號，KJ-1），是中國人民解放軍空軍研发的第一种预警机，以蘇聯圖-4轰炸机作为載台，於1969年9月开始研发，研发時的代号为“926飞机”，仅生产1架。

## 研發

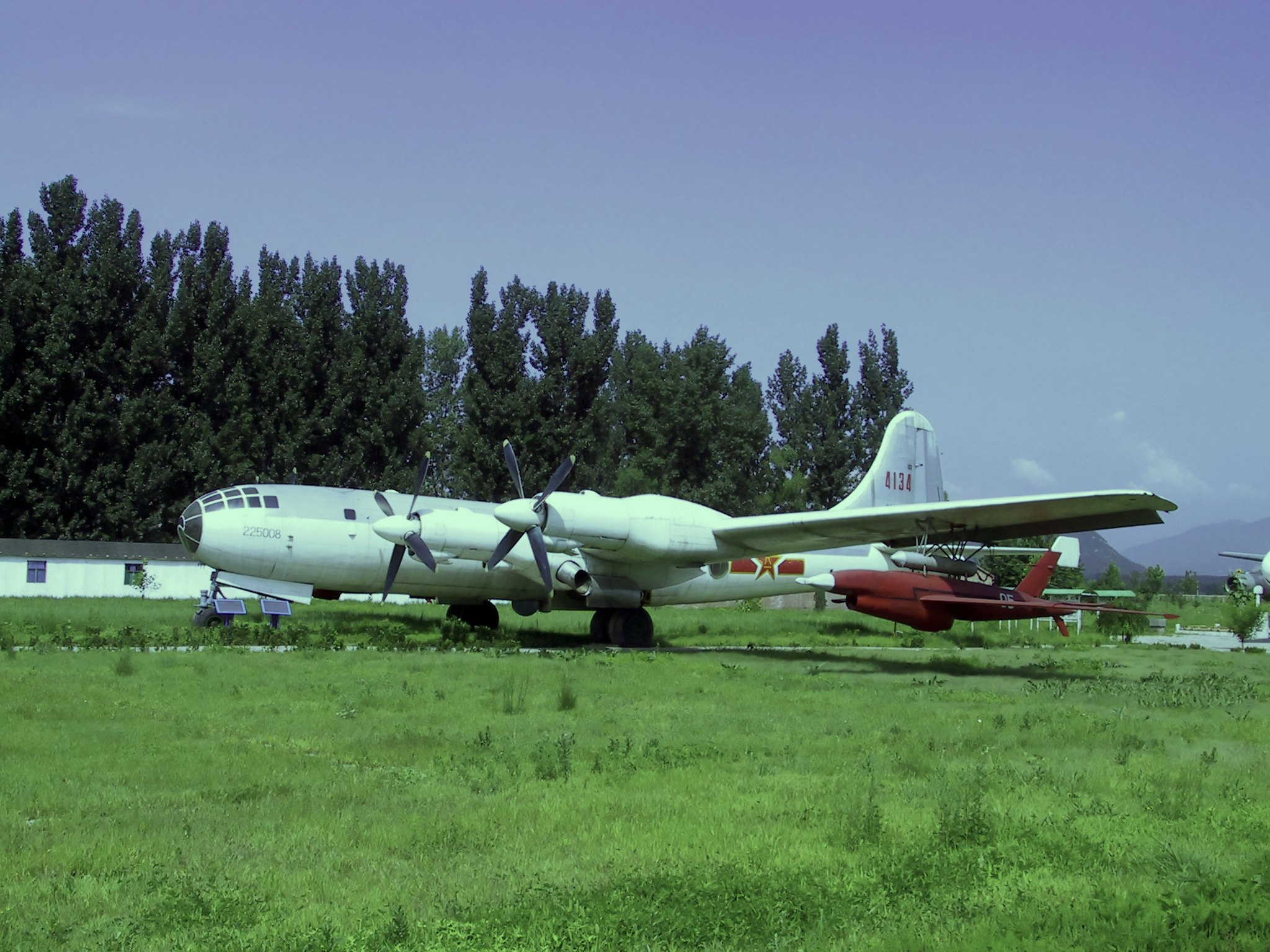
空警-1預警機是由圖中的Tu-4轟炸機改裝而成

中華人民共和國建立後，各國對大陸的空中滲透與襲擊從未停歇。尤其是中華民國空軍和美國中央情報局合作的34、35中隊最為知名，高空偵察機還有辦法用防空飛彈加以消滅，但34中隊採用超低空滲透的飛行模式在當時是解放軍空軍最為頭痛的問題。華南沿海地區山多平原少，雷達盲區多的狀態更惡化這態勢，解放軍雖然有改造過多種形式的夜間戰鬥機，但因為雷達性能限制，實際攔截成功率仍然不高。解放軍也曉得要改變這種問題，除了增設雷達站，最後還是得靠不被地形侷限的空中預警機才能釜底抽薪，因此決定試製此機型。
1969年6月，中华人民共和国空军提出研发空中预警机的计划，于6月26日被批准立项，预警机代号为“926飞机”。由于预警机必须携带大型预警雷达，因此它的载机必须装载能力强和续航性能好的特点。由於當時轟6才剛定型，其餘大型飛機多為英、美製品，解放軍唯一符合條件的候選者只剩向前蘇聯採購的圖4轟炸機。 機載雷達則選用843型雷達改裝。
1969年11月25日，空军司令部发布通知，以国防科委六院为主、空军第一研究所、空军第二研究所、空军十二厂等30多个单位配合，抽调上百名技术人员进行空中预警机的研制，5702厂生产，空36师执行试飞任务，并要求全国各单位对“926计划”所需材料加工资料等全部开绿灯放行，并且只能倾全力配合不得过问。由于飛機安装雷达天线罩和支架之后，飞机的总阻力增加了30%。为了保证飞机飞行性能和安全，工程師將原裝活塞发动机更換為新型渦輪軸發動機，輸出动力增強67%。此外，从1969年12月至1970年8月，技术人员对载机的气动外形和结构做了修改。
1971年6月10日，“926飞机”在陕西首次试飞成功，并被命名为空警一号。在第一次带天线罩试飞中，“空警一号”在空中出现剧烈的震动现象。為此花費2年多的時間進行修改設計，排除因天线罩后部乱流引起的飞机尾部剧烈震动。
1976年下半年开始，中华人民共和国空军开始提高雷达抗地物与海浪杂波干扰的研究工作。
1978年11月20日至1979年1月18日，空警一号首次海上试飞，效果不彰。在青海湖和渤海附近上空进行了8年的试飞和调试，共飞行685架次、782小时後，因预警雷达的性能难以满足预期的需要，空警一号于1979年停止研发。此后，空警一号飛機拆除了预警设备，恢复为轰炸机。
目前在中国航空博物馆收藏一架空警一號實機，不過這架飛機並非當年改裝時所採用的原版品，而是用同型机重新改装而成的複製機。

## 同時期的飛機
- 苏联：图-126“苔藓”型空中预警机，1969年装备到部队。
- 英国：“猎迷”MK1型电子侦察机，英國皇家空軍於1969年接收，由彗星-4C型喷气式客机改装而成。[1]

## 性能参数
- 乘员：10-12人
- 机长：30.18米
- 翼展：43.05米
- 机高：9.22米
- 机翼面积：161.7平方米
- 起飞滑跑距离：780米
- 着陆滑跑距离：817米
- 动力装置：原為Ash-73TK活塞发动机四具。更新為渦槳六渦輪軸發動機，单台功率4250马力。
- 最大起飞重量：54,500千克
- 最大航程：5,100千米
- 最大速度：558千米/小时
- 主要设备：“843”雷达，雷达旋转天线罩直径7米，厚2米。
- 中型目标高度：1,500米，控测距离220千米；目标高度1,000米，探测距离208千米；目标高度500米，控测距离200千米。
- 小型目标高度10,000米，探测距离269千米。[2]